# Acid lipoic
Acidul lipoic (AL), cunoscut și ca acid α-lipoic (ALA) sau acid tioctic, este un compus organic cu sulf derivat de la acidul caprilic (octanoic). ALA este biosintetizat în corpul animalelor, fiind esențial pentru metabolismul aerob. Este disponibil și ca supliment alimentar, cu efect antioxidant, iar în unele state este și medicament (în tratamentul simptomatic al polineuropatiei periferice diabetice). Doar enantiomerul (R)-(+)-ALA (RLA) există în natură, și este un cofactor esențial pentru multe complexe enzimatice.

## Boli

### Aciduria malonică și metilmalonică combinată (CMAMMA)
În cazul bolii metabolice aciduria malonică și metilmalonică combinată (CMAMMA) datorată deficitului de ACSF3, sinteza mitocondrială a acizilor grași (mtFASII), care este reacția precursoare a biosintezei acidului lipoic, este afectată. Rezultatul este un grad redus de lipoilare a unor enzime mitocondriale importante, cum ar fi complexul piruvat dehidrogenază (PDC) și complexul α-cetoglutarat dehidrogenază (α-KGDH). Suplimentarea cu acid lipoic nu restabilește funcția mitocondrială.   